# Skogssenapsmal
Skogssenapsmal (Rhigognostis schmaltzella) är en fjärilsart som först beskrevs av Zetterstedt 1839.  Skogssenapsmal ingår i släktet Rhigognostis, och familjen Senapsmalar. Arten är reproducerande i Sverige.

## Bildgalleri

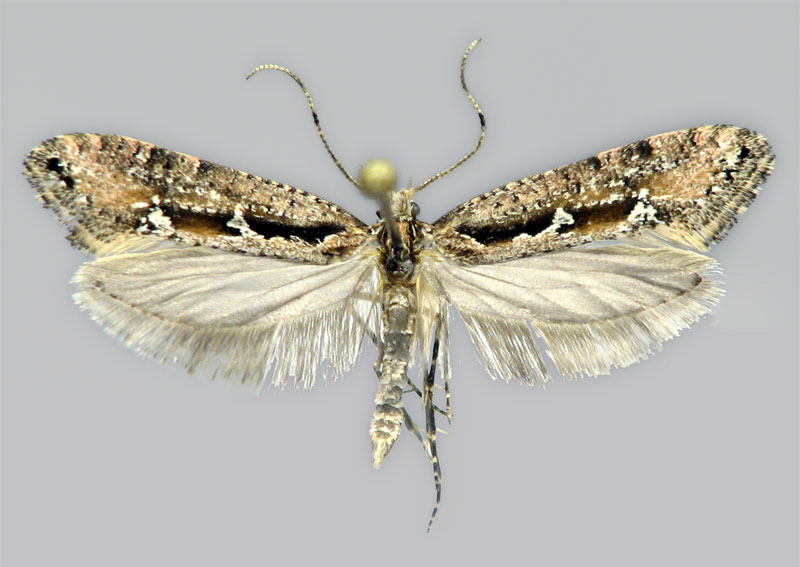